# Staré Hradiště
Staré Hradiště (deutsch Alt Hradischt) liegt zwei Kilometer nördlich von Pardubice (Tschechien). Der Ort mit 1701 Einwohnern gehört zur Mikroregion Kunětická Hora.

## Geschichte

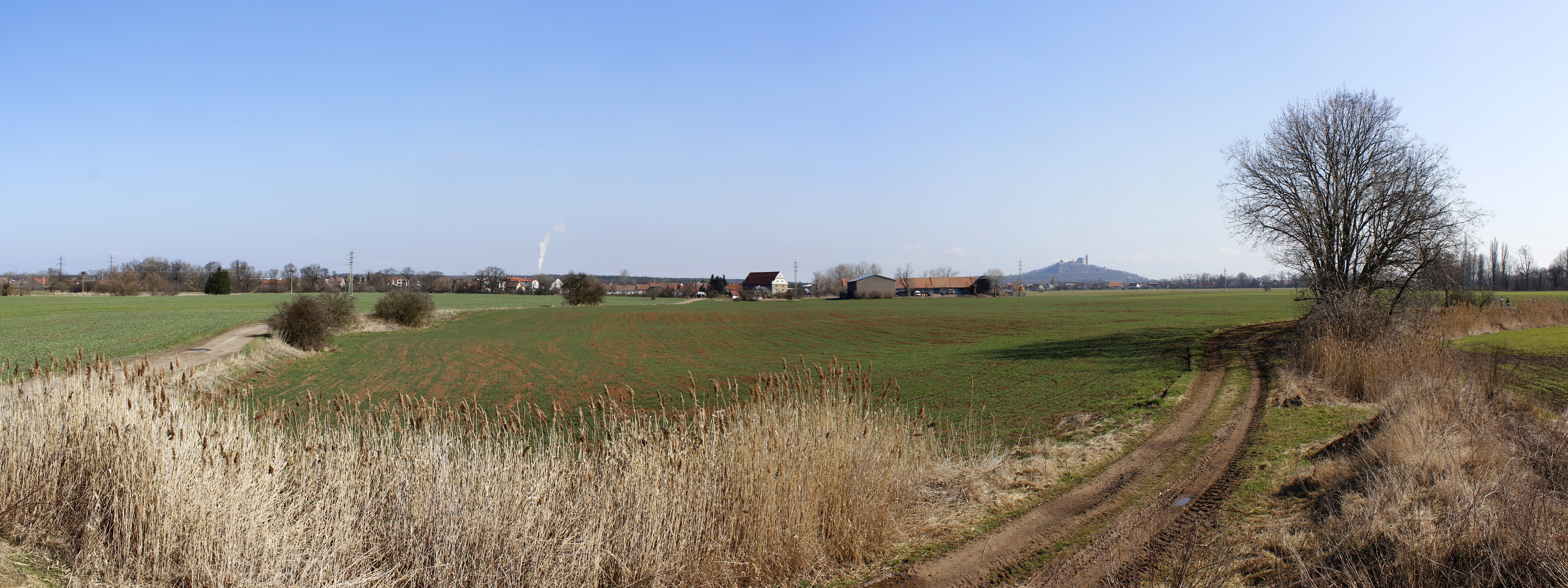
Panorama

Die Gemeinde gehörte in der zweiten Hälfte des 12. Jh. zum Anwesen des Klosters Opatov. Nach der Zerstörung des Klosters durch die Hussiten kam es in den Besitz des von Miletínka. Später gehörte es den Herren von Münsterberg und einige Generationen lang den Herren von Pernstein und der böhmischen Krone. Die ursprüngliche Befestigung wurde durch zahlreiche Eroberungen zerstört.

## Gemeindegliederung
Die Gemeinde Staré Hradiště besteht aus den Ortsteilen Brozany (Brozan), Hradiště na Písku (Sanddorf) und Staré Hradiště (Alt Hradischt). Grundsiedlungseinheiten sind Brozany, Brozany-u Ráb, Hradiště na Písku, Psinek und Staré Hradiště. Zu Staré Hradiště gehörten zudem die Ortslage Nové Hradiště (Neu-Hradischt) und die Einschicht Fáblovka (Fablowka).
Das Gemeindegebiet gliedert sich in die Katastralbezirke Brozany nad Labem und Staré Hradiště.